# Eria jenseniana
Eria jenseniana är en orkidéart som beskrevs av Johannes Jacobus Smith. Eria jenseniana ingår i släktet Eria och familjen orkidéer. Inga underarter finns listade i Catalogue of Life.